# Copestylum rospigliosii
Copestylum rospigliosii är en tvåvingeart som först beskrevs av Brethes 1920.  Copestylum rospigliosii ingår i släktet Copestylum och familjen blomflugor.
Artens utbredningsområde är Peru. Inga underarter finns listade i Catalogue of Life.